# Міст Віктора Емануїла II
Міст Віктора Емануїла II (італ. Ponte Vittorio Emanuele II) — міст через річку Тибр у Римі (Італія), побудований  за проектом, розробленим у 1886 архітектором Енніо де Россі. Міст будувався близько чверті століття. Будівельні роботи затягувались, терміни здачі неодноразово переносились і міст був відкритий лише 5 червня 1911 року.   
Цей міст через Тибр, названий на честь імператора Віктора Емануїла II, з’єднав історичний центр Риму (вулиця Corso Vittorio Emanuele II) з Ватиканом. Він замінив собою кілька стародавніх мостів, які вже були зруйновані до того часу. Безпосередньо біля мосту збереглись фрагменти стародавнього мосту Нерона (Pons Neronianus).
Кам’яний трьохарочний міст має загальну довжину 108 метрів. Обидва його краї прикрашають установлені на високі постаменти великі бронзові скульптури крилатої Вікторії (Перемоги). Над опорами здіймаються масивні алегоричні скульптурні групи з травертину.

## Галерея зображень

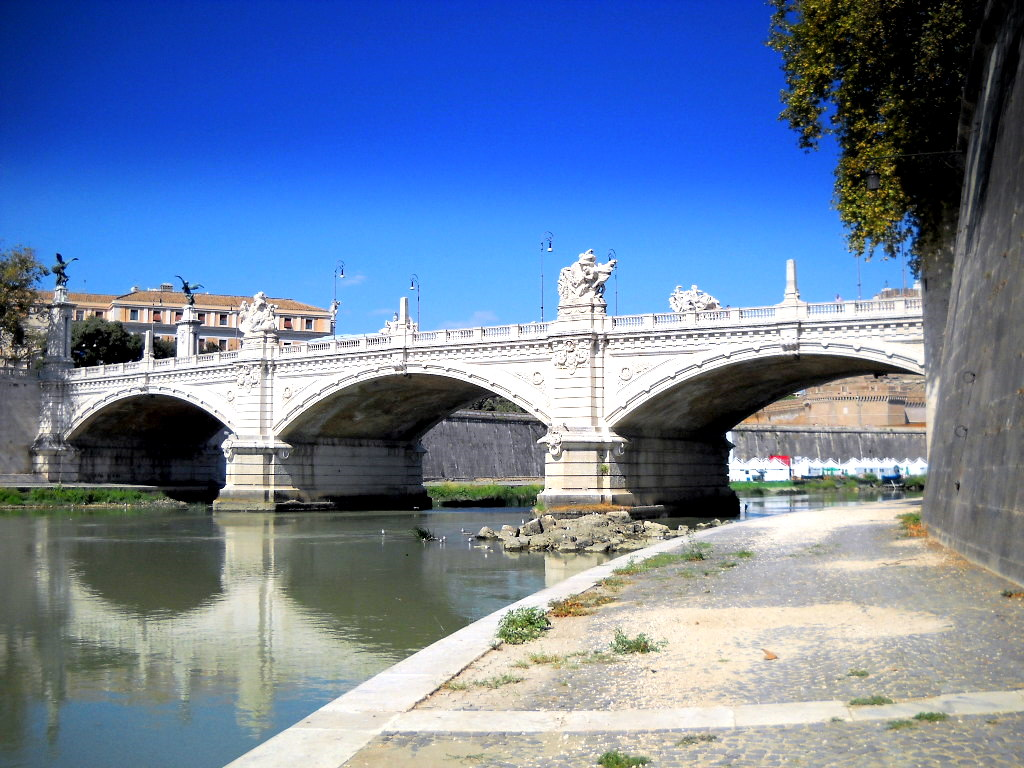
Рештки мосту Нерона біля мосту Віктора Емануїла ІІ
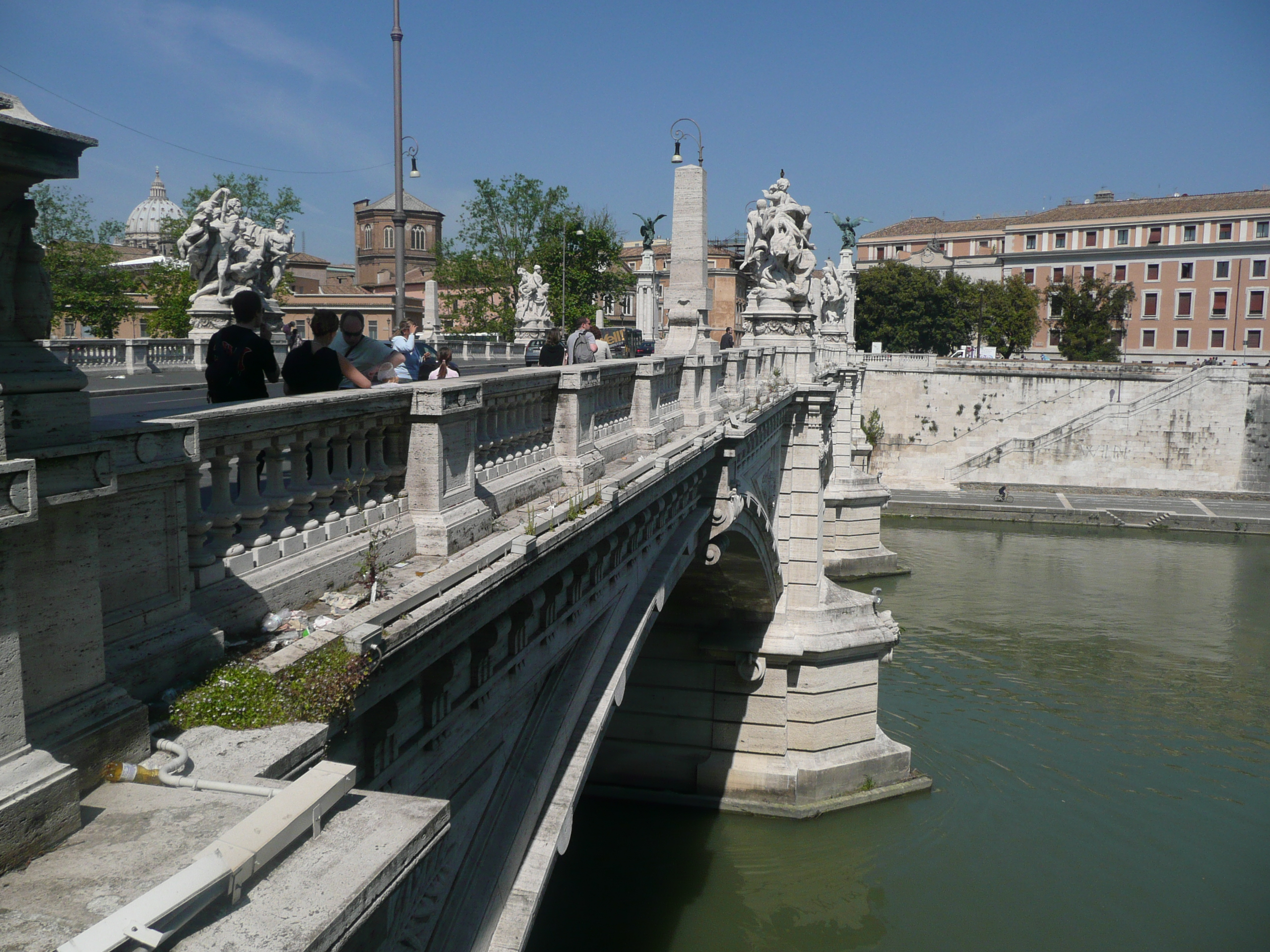
Алегоричні скульптурні групи і скульптури Вікторії
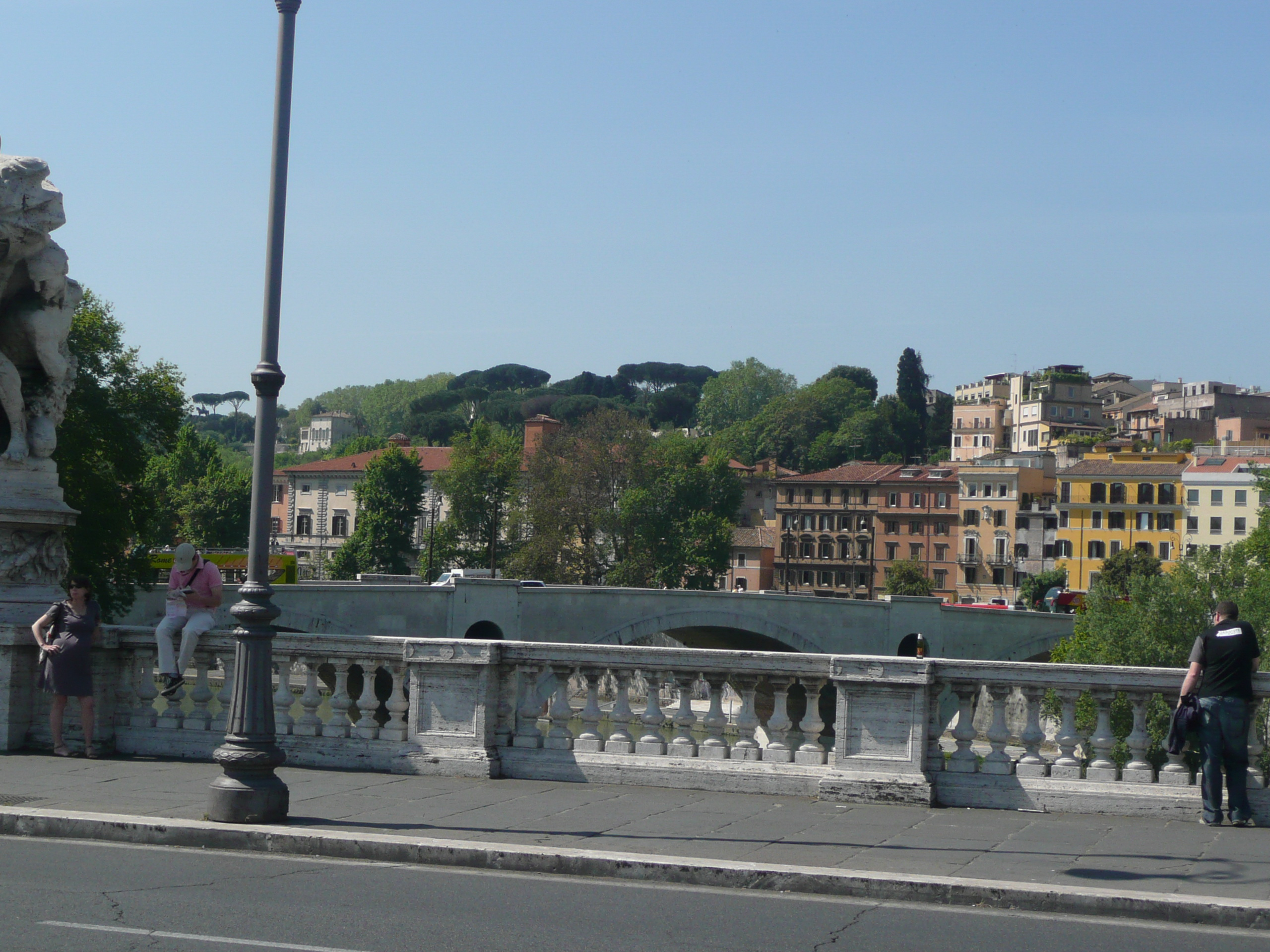
Вид на міст Ponte Principe Amedeo з мосту Віктора Емануїла II
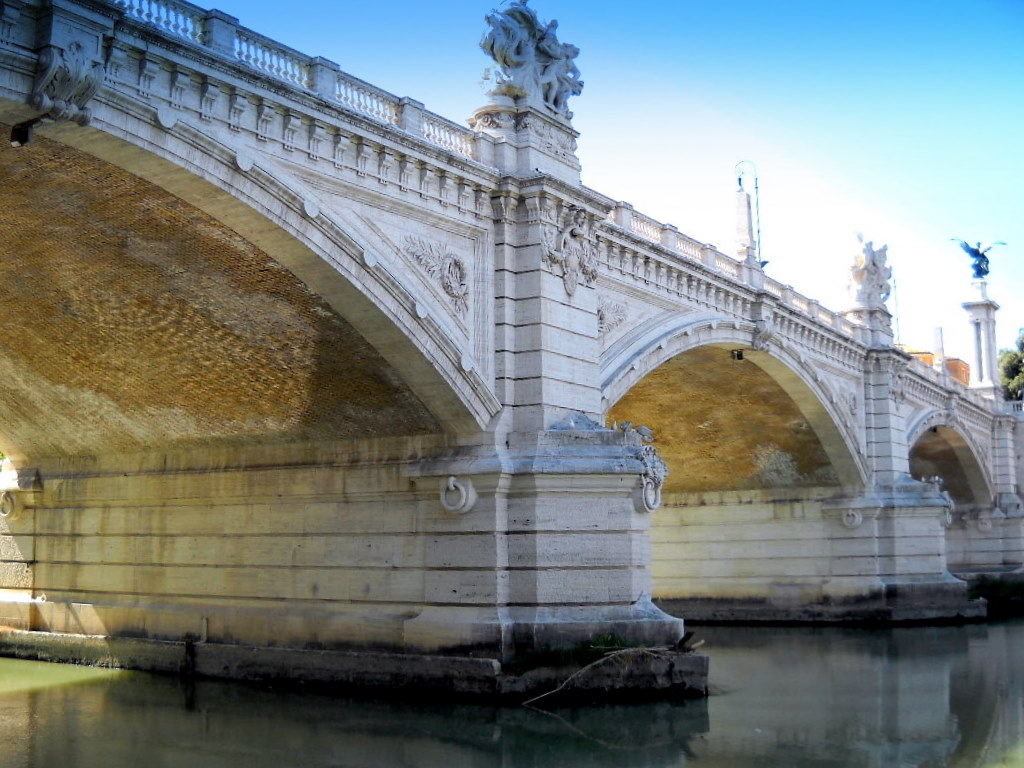
Вид знизу